# El Recreo, Yajalón
El Recreo är en ort i Mexiko.   Den ligger i kommunen Yajalón och delstaten Chiapas, i den sydöstra delen av landet, 800 km öster om huvudstaden Mexico City. El Recreo ligger 1 353 meter över havet och antalet invånare är 527.
Terrängen runt El Recreo är kuperad åt sydost, men åt nordväst är den bergig. Terrängen runt El Recreo sluttar österut. Runt El Recreo är det ganska tätbefolkat, med 129 invånare per kvadratkilometer. Närmaste större samhälle är Yajalón, 6,3 km nordost om El Recreo. Omgivningarna runt El Recreo är en mosaik av jordbruksmark och naturlig växtlighet.